# Clortermina
A clortermina (nome comercial: Voranil) é uma droga anorexígena da classe das anfetaminas que foi desenvolvida pela Ciba/Novartis na década de 1960. É o análogo 2-cloro da fentermina, que é utilizada como inibidor de apetite, e o isômero posicional 2-cloro da clorfentermina. A clortermina produz taxas de autoadministração baixas em animais, de forma semelhante à clorfentermina e, por isso, presume-se não exercer efeito significativo sobre a dopamina. Em vez disso, parece atuar como agente liberador de serotonina e/ou noradrenalina.